# 8 Batalion Straży Granicznej
8 Batalion Straży Granicznej – jednostka organizacyjna Straży Granicznej w II Rzeczypospolitej.

## Formowanie i zmiany organizacyjne
Wykonując postanowienia uchwały Rady Ministrów z 23 maja 1922 roku, Minister Spraw Wewnętrznych rozkazem z 9 listopada 1922 roku zmienił nazwę „Bataliony Celne” na „Straż Graniczną”. Wprowadził jednocześnie w formacji nową organizację wewnętrzną. 8 batalion celny przemianowany został na 8 batalion Straży Granicznej.
8 batalion Straży Granicznej funkcjonował w strukturze Komendy Powiatowej Straży Granicznej w Korcu, a jego dowództwo stacjonowało też w Korcu. W skład batalionu wchodziły cztery kompanie strzeleckie oraz jedna kompania karabinów maszynowych w liczbie 3 plutonów po 2 karabiny maszynowe na pluton. Dowódca batalionu posiadał uprawnienia dyscyplinarne dowódcy pułku. Cały skład osobowy batalionu obejmował etatowo 614 żołnierzy, w tym 14 oficerów.
W 1923 roku batalion przekazał swój odcinek oddziałom Policji Państwowej i został rozwiązany.

## Służba graniczna
Po zluzowaniu batalionu przez straż Celną w rejonie Nowego Sącza, dowódca batalionu otrzymał zadanie: do 26 października przejść do dyspozycji Wojewody Wołyńskiego i zająć odcinek granicy od Kobyle do Paszuk. Dowództwo batalionu rozmieścić w Korcu. W Korcu znajdował się też posterunek Żandarmerii Kordonowej, posterunek Policji Państwowej (też w Kryłowie), ekspozytura celna, punkt przejścia i siedziba lekarza weterynarii.
Sąsiednie bataliony
- 36 batalion Straży Granicznej ⇔ 26 batalion Straży Granicznej − X 1922[8]
- 6 batalion Straży Granicznej ⇔ 36 batalion Straży Granicznej − V 1923[10]

## Kadra batalionu
Dowódcy batalionu

| stopień | imię i nazwisko   | okres pełnienia służby | kolejne stanowisko |
| ------- | ----------------- | ---------------------- | ------------------ |
| kpt.    | Gustaw Florjański | IX 1922 – był XI 1922  |                    |

## Struktura organizacyjna
| Ordre de Bataille 8 batalionu Straży Granicznej w Korcu na dzień 1 listopada 1922 | Ordre de Bataille 8 batalionu Straży Granicznej w Korcu na dzień 1 listopada 1922 | Ordre de Bataille 8 batalionu Straży Granicznej w Korcu na dzień 1 listopada 1922 | Ordre de Bataille 8 batalionu Straży Granicznej w Korcu na dzień 1 listopada 1922 | Ordre de Bataille 8 batalionu Straży Granicznej w Korcu na dzień 1 listopada 1922 |
| --------------------------------------------------------------------------------- | --------------------------------------------------------------------------------- | --------------------------------------------------------------------------------- | --------------------------------------------------------------------------------- | --------------------------------------------------------------------------------- |
| kompanie                                                                          | 1. Morozówka                                                                      | 2. Nowy Korzec                                                                    | 3. Czernica                                                                       | 4. Paszuki                                                                        |
| dowódcy                                                                           | por. Franciszek Żmuda                                                             | por. Klaudiusz Nowogrodzki                                                        | por. Hipolit Ciągliński                                                           | kpt. Aleksander Downarowicz                                                       |
| placówki                                                                          | Mikołajówka (0/15)                                                                | Babin (1/25)                                                                      | Czernica (0/27)                                                                   | Chutory Kryłów (0/9)                                                              |
| placówki                                                                          | Morozówka (0/14)                                                                  | Chutor Kruli (0/26)                                                               | Chutory Bylewskie (0/20)                                                          | Chutory Kryłów (0/10)                                                             |
| placówki                                                                          | Chutor Monastyrski (0/25)                                                         | Chutor Czapliński (1/29)                                                          | Bohdanówka (1/26)                                                                 | Chutory Kryłów (0/9)                                                              |
| placówki                                                                          | Korzec szosa (1/30)                                                               | Chutor Kurecki (0/10)                                                             | Chutory kryłowskie (0/20)                                                         | Chutor Paszuki (0/10)                                                             |
| placówki                                                                          |                                                                                   |                                                                                   | Lidawka-Paszuki (0/10)                                                            |                                                                                   |
| placówki                                                                          | Lidawka-Paszuki (1/15)                                                            |                                                                                   |                                                                                   |                                                                                   |
| Ordre de Bataille 8 batalionu Straży Granicznej w Dołhinowie w listopadzie 1922   |                                                                                   |                                                                                   |                                                                                   |                                                                                   |
| kompanie                                                                          | 1. Korzec                                                                         | 2. Babin                                                                          | 3. Czernica                                                                       | 4. Paszuki                                                                        |
| dowódcy                                                                           | por. Franciszek Żmuda                                                             | por. Klaudiusz Nowogrodzki                                                        | por. Hipolit Ciągliński                                                           | kpt. Aleksander Downarowicz                                                       |
| Ordre de Bataille 8 batalionu Straży Granicznej w Korcu na dzień 1 grudnia 1922   |                                                                                   |                                                                                   |                                                                                   |                                                                                   |
| kompanie                                                                          | 1. Morozówka                                                                      | 2. Nowy Korzec                                                                    | 3. Czernica                                                                       | 4. Paszuki                                                                        |
| dowódcy                                                                           | por. Franciszek Żmuda                                                             | por. Klaudiusz Nowogrodzki                                                        | por. Hipolit Ciągliński                                                           | kpt. Aleksander Downarowicz                                                       |
| placówki                                                                          | Korzec szosa (1/37)                                                               | Babin (1/31)                                                                      | Chutory Brykowskie (0/19)                                                         | Lidawka (0/14)                                                                    |
| placówki                                                                          | Chutor Monastyrski (0/28)                                                         | Chutor Kruli (0/31)                                                               | Bohdanówka (1/27)                                                                 | Lidawka (0/18)                                                                    |
| placówki                                                                          | Morozówka (0/14)                                                                  | Chutor Czapliński (0/18)                                                          | Czernica (0/23)                                                                   | Lidawka (0/18)                                                                    |
| placówki                                                                          | Mikołajówka (0/15)                                                                | Chutor Parchiny (0/17)                                                            | Chutory Kryłowskie (0/19)                                                         | Chutory Kryłów (0/16)                                                             |
| placówki                                                                          |                                                                                   |                                                                                   | Chutory Kryłów (0/13)                                                             |                                                                                   |
| placówki                                                                          |                                                                                   |                                                                                   | Chutory Kryłów (0/14)                                                             |                                                                                   |
| placówki                                                                          |                                                                                   |                                                                                   | Chutory Kryłów (1/13)                                                             |                                                                                   |
| Ordre de Bataille 8 batalionu Straży Granicznej w Korcu w 1923                    |                                                                                   |                                                                                   |                                                                                   |                                                                                   |
| kompanie                                                                          | 1. Morozówka                                                                      | 3. Korzec                                                                         | 1. Czernica                                                                       | 4. Paszuki                                                                        |
| placówki                                                                          |                                                                                   | „rezerwa”                                                                         |                                                                                   |                                                                                   |
| placówki                                                                          |                                                                                   |                                                                                   |                                                                                   |                                                                                   |
| placówki                                                                          |                                                                                   |                                                                                   |                                                                                   |                                                                                   |
| placówki                                                                          |                                                                                   |                                                                                   |                                                                                   |                                                                                   |
| placówki                                                                          |                                                                                   |                                                                                   |                                                                                   |                                                                                   |